# Морено Торичели
Морено Торичели (на италиански: Moreno Torricelli, роден на 23 януари 1970 г.) е бивш италиански футболист.
Торичели първоначално работи във фабрика, а в извънработно време играе футбол за аматьорския „Унионе Спортива Караетенсе“. През юли 1992 г. неговият Караетенсе играе приятелска среща с гранда Ювентус, които водят своята предсезонна подготовка. Торичели е най-добър в този мач, и впечатлява тогавашния треньор на Ювентус – Джовани Трапатони толкова много, че той веднага го привлича в състава на „Старата госпожа“ за няколко милиона лири.
Морено Торичели прави дебюта си в Серия А на 13 септември 1992 г. при победата с 4:1 над Аталанта. Той бързо се превръща в постоянен титуляр още в първия си сезон за Ювентус и през 1993 година печели Купата на УЕФА след победа във финала над Борусия Дортмунд. Морено можеше да играе на всеки един пост в защитата, но неговата най-удобна позиция е десен бек.
След 6 сезона с екипа на торинци, през 1998 г., Торичели преминава във Фиорентина, където играе четири сезона. През януари 2003 след финансови вълнения във Фиорентина принуждават ръководството да освободи почти всичките си състезатели. Торичели заминава за Испания, за да се присъедини към тима на Еспаньол. При каталунците остава само един сезон, след което се завръща в Италия и през 2005 завършва кариерата си в тимът от Серия Б – „Арецо“.
Морено Торичели има изиграни 10 мача за „Скуадра Адзура“, с които участва на Евро 96 и СП 98.

## Отличия
- Серия А – 1995, 1997, 1998
- Купа на Италия – 1995
- Суперкупа на Италия – 1995, 1997
- Шампионска лига – 1996
- Купа на УЕФА – 1993
- Суперкупа на Европа – 1996
- Междуконтинентална купа – 1996